# Brithys crini
Brithys crini är en fjärilsart som beskrevs av Fabricius 1775. Brithys crini ingår i släktet Brithys och familjen nattflyn. Inga underarter finns listade i Catalogue of Life.

## Bildgalleri

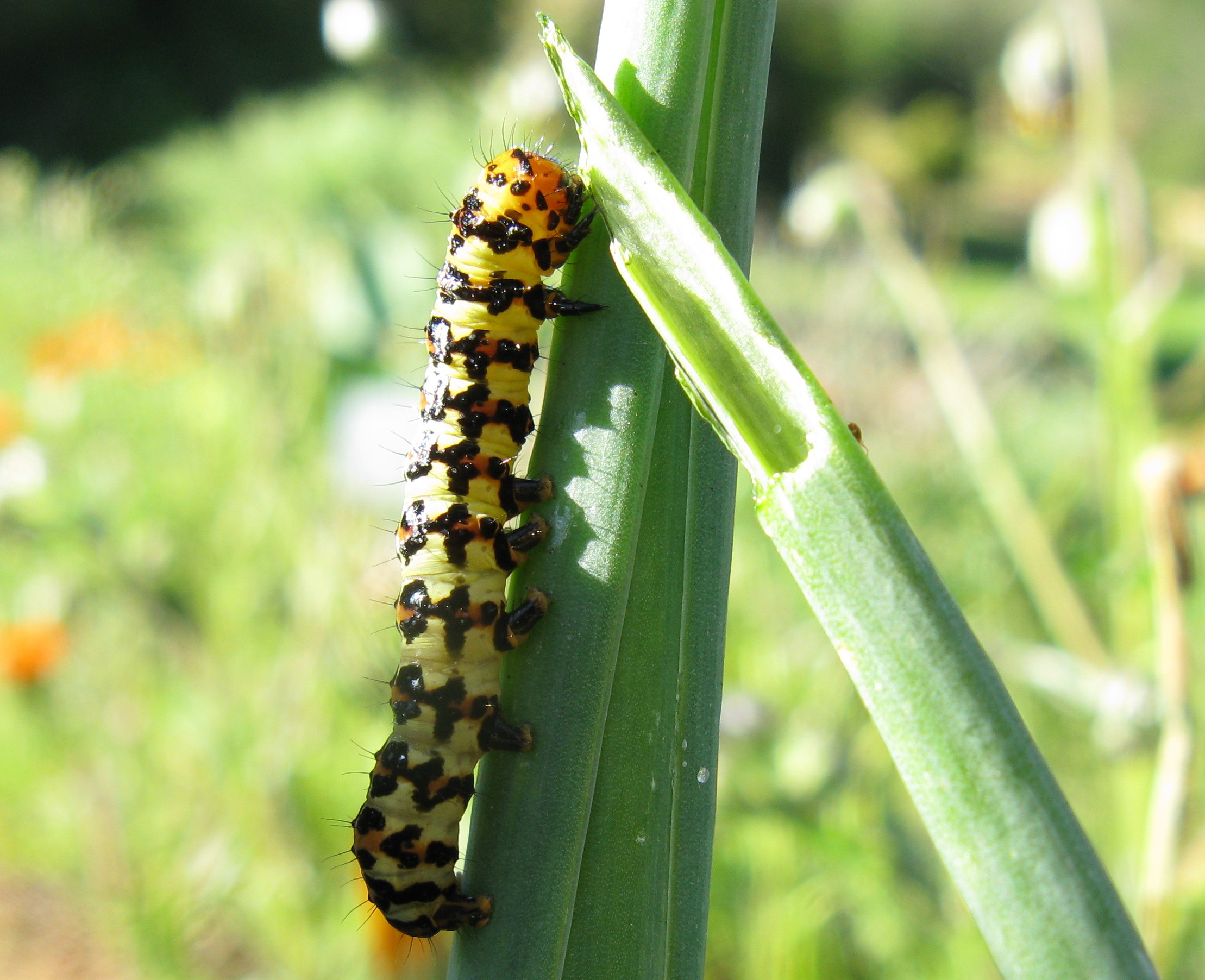
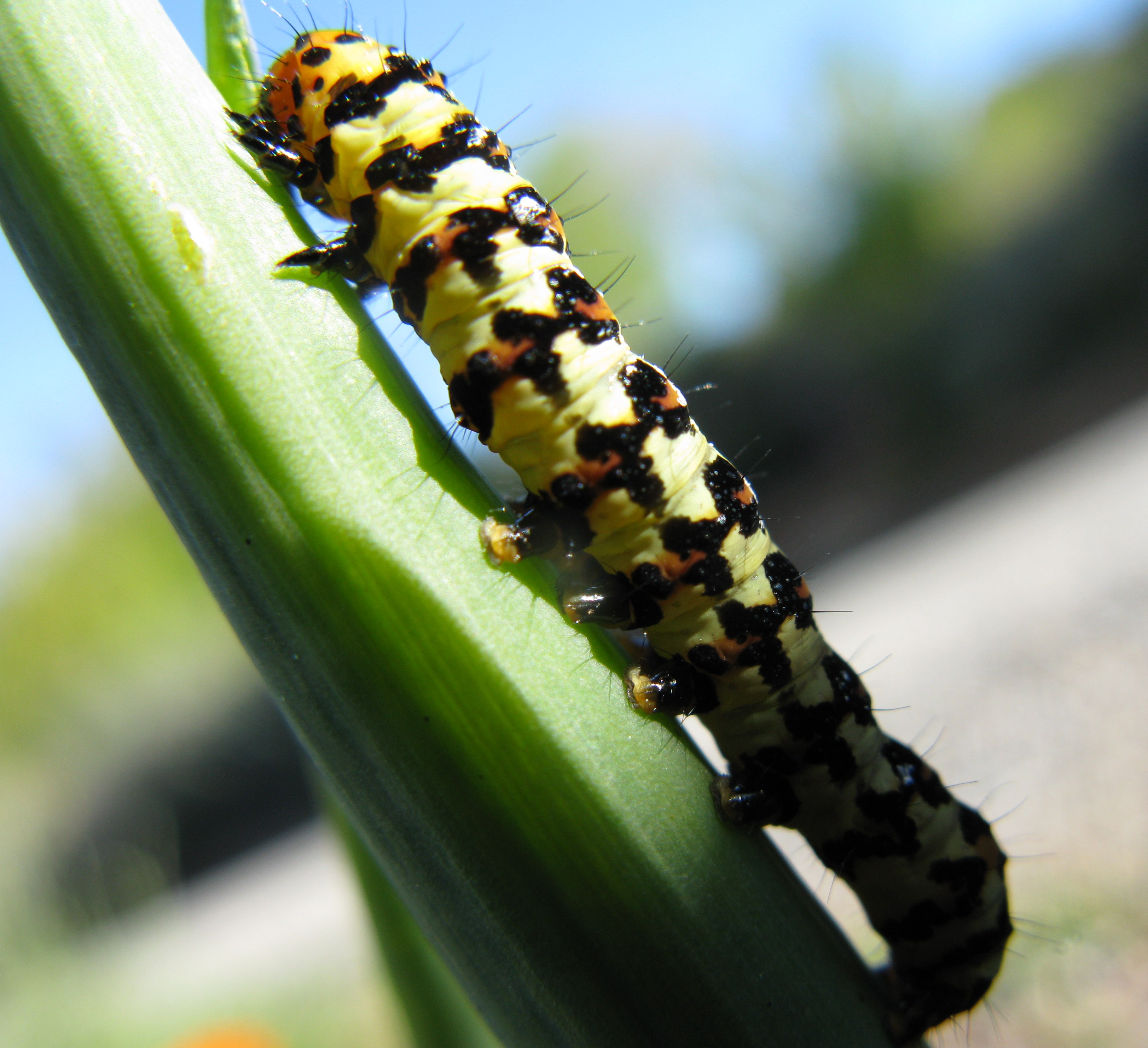
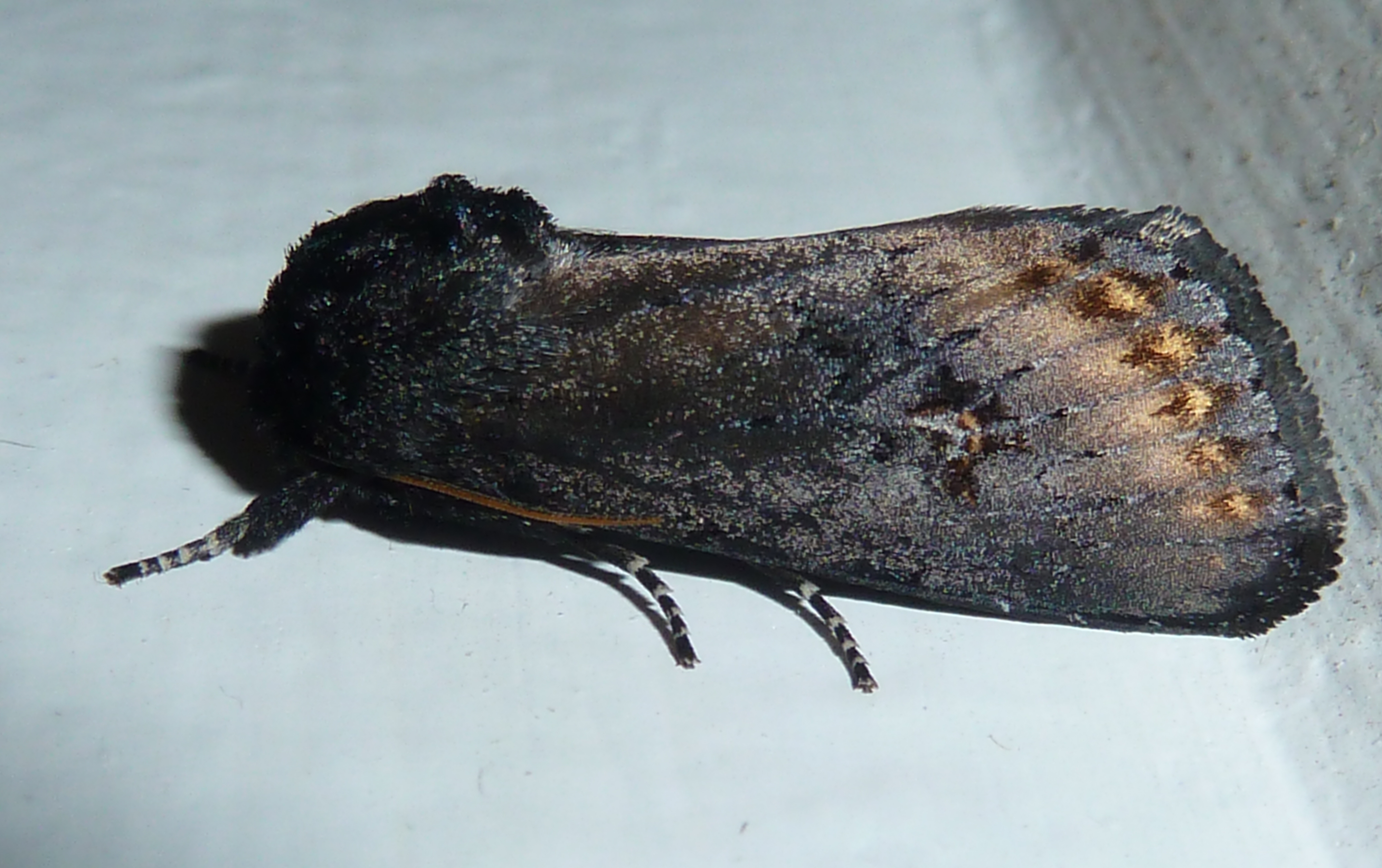
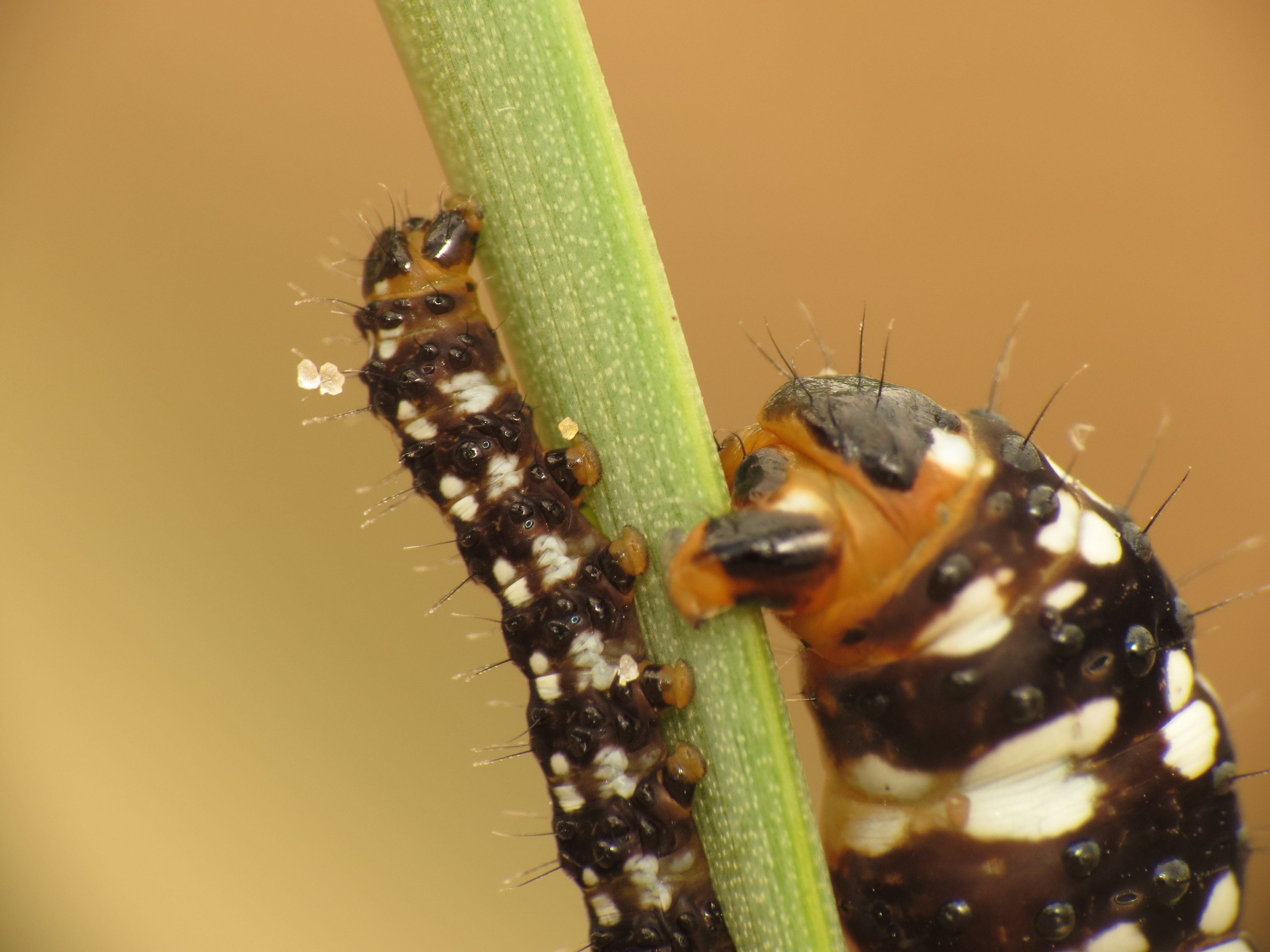
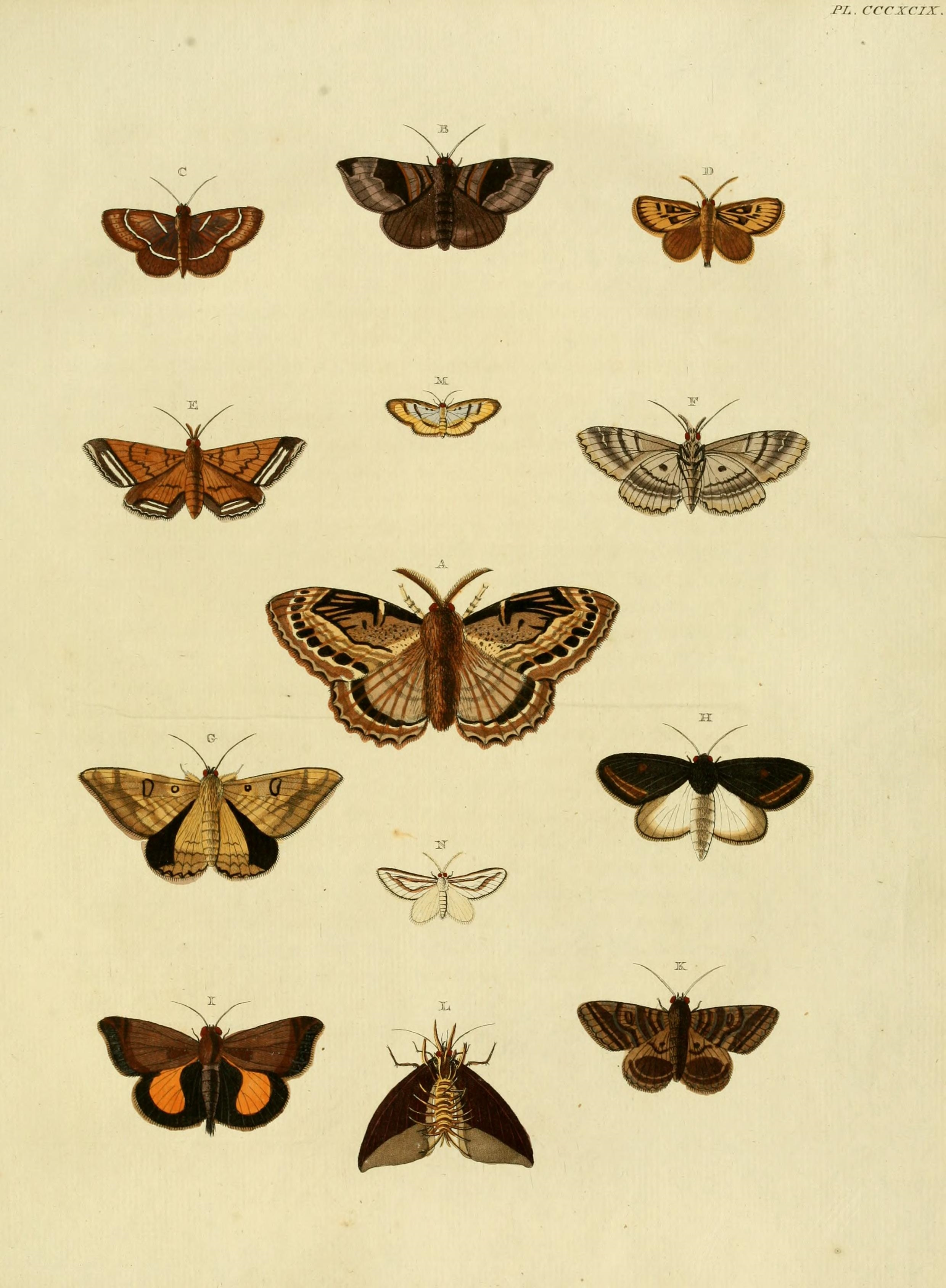